# Ортега, Умберто
Умбе́рто Орте́га Сааве́дра (исп. Humberto Ortega Saavedra; 10 января 1947, Манагуа — 30 сентября 2024, Манагуа) — никарагуанский революционер, член СФНО, министр обороны и генерал Сандинистской народной армии во время борьбы с контрас.

## Биография
Родился 10 января 1947 года в Манагуа.
В 1969 году был тяжело ранен в бою, вследствие чего у него была парализована правая рука.
Имел двух братьев: Даниэля Ортегу и Камило Ортегу.

### Реакция на аресты предвыборных кандидатов
Ортега высказался о произвольных арестах режима своего брата и призвал своё правительство освободить обвиняемых, заявив, что они не террористы, а оппоненты с другими точками зрения. В декабре 2019 года Умберто попросил своего брата Даниэля освободить по меньшей мере 168 оппонентов, которые в то время были задержаны за демонстрацию против правительства. В ответ Даниэль Ортега косвенно обвинил своего брата в «предательстве родины» и в «защите террористов», не упомянув, однако, его имени.
В мае 2024 года полиция подтвердила, что Ортега находится под стражей после публикации интервью Infobae, в котором он охарактеризовал режим своего брата как «авторитарный, диктаторский».

### Смерть
Ортега умер в Манагуа 30 сентября 2024 года в возрасте 77 лет. С мая он содержался без связи с внешним миром после критики правительства своего брата Даниэля Ортеги, а в июне был госпитализирован в военный госпиталь «доктора Алехандро Давила Боланьоса» из-за сердечных осложнений. Его смерть была подтверждена в результате остановки дыхания рано утром в понедельник после четырёх месяцев пребывания в интенсивной терапии.

## Литературная деятельность и публицистика
Умберто Ортега является автором нескольких книг и целого ряда публицистических статей (в том числе, программных статей и тезисов СФНО).

### Работы
- 50 años de lucha sandinista (1978).
- Sobre la insurrección (1981).
- Sobre la insurrección (1981).
- A diez años de la rendición total de la guardia somocista (1989).
- Nicaragua (1992).
- La Epopeya de la Insurrección (2004).